# Don't Come Easy
Don't Come Easy is een single van de Australische zanger Isaiah Firebrace. Het lied werd gepubliceerd op 8 maart 2017 als muziekdownload door Sony Music Australia. Het lied was de Australische inzending voor het Eurovisiesongfestival 2017. Firebrace haalde er de negende plaats mee.